# Грульяско
Грульяско (итал. Grugliasco) — коммуна в Италии, располагается в регионе Пьемонт, в провинции Турин.
Население составляет 37 825 человек (2008 г.), плотность населения составляет 2910 чел./км². Занимает площадь 13 км². Почтовый индекс — 10095. Телефонный код — 011.
Покровителем населённого пункта считается святой Рох.

## Демография
Динамика населения:

## Города-побратимы
- Эшироль, Франция

## Администрация коммуны
- Официальный сайт: http://www.comune.grugliasco.to.it/ Архивная копия от 27 февраля 2010 на Wayback Machine